# Stephen Dillane
Stephen Dillane (Kensington, 27 de março de 1957) é um ator e cantor britânico. Ele é mais conhecido por seus papéis como Leonard Woolf no filme As Horas de 2002, Stannis Baratheon em Game of Thrones da HBO e Thomas Jefferson em John Adams de 2008, um papel que lhe rendeu uma indicação ao Prêmio Emmy. Experiente ator de teatro, Dillane ganhou um Tony Award por sua atuação na peça The Real Thing de Tom Stoppard , e foi aclamado pela crítica por suas performances em Angels in America (1993), Hamlet (1990), e Macbeth (2005). Além disso, seu trabalho na televisão lhe rendeu um BAFTA e um Prêmio Emmy Internacional de melhor ator.

## Filmografia

### Cinema
| Ano  | Título                          | Papel                          |
| ---- | ------------------------------- | ------------------------------ |
| 1987 | The Secret Garden               | Captain Lennox                 |
| 1990 | Hamlet                          | Horatio                        |
| 1996 | Two If by Sea                   | Evan Marsh                     |
| 1997 | Welcome to Sarajevo             | Michael Henderson              |
| 1997 | Déjà Vu                         | Sean                           |
| 1998 | Love and Rage                   | Dr. Croly                      |
| 1998 | Firelight                       | Charles Godwin                 |
| 1998 | Kings in Grass Castles          | Patsy                          |
| 2000 | Ordinary Decent Criminal        | Noel Quigley                   |
| 2001 | Spy Game                        | Charles Harker                 |
| 2001 | The Parole Officer              | Inspector Burton               |
| 2002 | The Truth About Charlie         | Charlie                        |
| 2002 | The Gathering                   | Simon Kirkman                  |
| 2002 | The Hours                       | Leonard Woolf                  |
| 2004 | King Arthur                     | Merlin                         |
| 2004 | Haven                           | Mr. Allen                      |
| 2005 | The Greatest Game Ever Played   | Harry Vardon                   |
| 2005 | Goal!                           | Glen Foy                       |
| 2005 | Nine Lives                      | Martin                         |
| 2007 | Goal! 2: Living the Dream...    | Glen Foy                       |
| 2007 | Fugitive Pieces                 | Jakob Beer                     |
| 2007 | Savage Grace                    | Brooks Baekland                |
| 2008 | The Shooting of Thomas Hurndall | Anthony Hurndall               |
| 2008 | God on Trial                    | Schmidt                        |
| 2009 | 44 Inch Chest                   | Mal                            |
| 2009 | Storm                           | Keith Haywood                  |
| 2011 | Perfect Sense                   | Stephen Montgomery             |
| 2012 | Papadopoulos & Sons             | Harry Papadopoulos             |
| 2012 | Twenty8k                        | DCI Edward Stone               |
| 2012 | Zero Dark Thirty                | Assessor da Segurança Nacional |
| 2017 | Darkest Hour                    | Conde de Halifax               |
| 2017 | Mary Shelley                    | William Godwin                 |
| 2018 | Outlaw King                     | Eduardo I de Inglaterra        |

### Televisão
| Ano       | Titulo                 | Papel                 | Nota(s)                                       |
| --------- | ---------------------- | --------------------- | --------------------------------------------- |
| 1985      | Remington Steele       | Bradford Galt         | Episódio: "Steel Searching: Part 1"           |
| 1988      | The One Game           | Nicolas Thorne        | 4 episódios                                   |
| 1991      | Boon                   | Paul Lyle             | Episódio: "Help Me Make It Through the Night" |
| 1991      | Ruth Rendell Mysteries | Philip Blackstock     | Episódio: "Achilles Heel"                     |
| 2001      | The Cazalets           | Edward Cazalet        | 6 episódios                                   |
| 2008      | John Adams             | Thomas Jefferson      |                                               |
| 2010      | Inspector Finch        |                       | Episódio: "The Secret Affair of Chimneys      |
| 2012      | Hunted                 | Rupert Keel           | 8 episódios                                   |
| 2012      | Secret State           | Paul J. Clark         | 4 episódios                                   |
| 2012–2015 | Game of Thrones        | Stannis Baratheon     | 19 episódios                                  |
| 2013–2017 | The Tunnel             | Detetive Karl Roebuck | 18 episódios                                  |
| 2013      | A Touch of Cloth       | McCratty              | 2 episódios                                   |
| 2016      | The Crown              | Graham Sutherland     | Episódio: "Assassins"                         |
| 2020      | Alex Rider             | Alan Blunt            |                                               |
| 2021      | Vigil                  | Rear Admiral Shaw     | Minissérie                                    |